# Bonetogastrura balazuci
Bonetogastrura balazuci är en urinsektsart som först beskrevs av Delamare Deboutteville 1951.  Bonetogastrura balazuci ingår i släktet Bonetogastrura och familjen Hypogastruridae. Inga underarter finns listade.